# Koltajaure
Koltajaure (äldre svensk och samisk stavning) eller Golddajávri (nordsamiska) (finska:Koltajärvi) är en insjö på gränsen mellan Sverige, Norge och Finland. Sjön har utlopp åt två håll, dels västerut via Signaldalelva till Norska havet, och dels via Torne älv till Östersjön, en så kallad sjöbifurkation.
Nära utloppet i sydost ligger Treriksröset, där gränserna mellan Norge, Sverige och Finland möts. Från detta utlopp bildar vattendraget riksgränsen mellan Sverige och Finland hela vägen ner till Bottenviken.